# Nicolás Filiberti

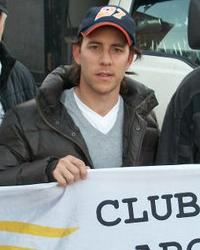
Nicolás Filiberti in 2010.

Nicolás Filiberti (Buenos Aires, 11 april 1977) is een voormalig Argentijns autocoureur.

## Carrière
Filiberti begon zijn autosportcarrière in het Zuid-Amerikaanse Formule 3-kampioenschap in 1995. In 1996 eindigde hij in dit kampioenschap als zevende met vier podiumplaatsen. In 1997 behaalde hij weliswaar slechts één podium, maar wist hij wel zijn kampioenschapspositie te verbeteren naar de zesde plaats.
In 1998 maakte Filiberti de overstap naar Europa om deel te nemen aan de Euro Open by Nissan, waarin hij uitkwam voor het team EC Motorsport. Hij won één race op het Circuit de Catalunya en behaalde nog twee andere podiumplaatsen, waardoor hij op de achtste plaats in het kampioenschap eindigde met 83 punten. Daarnaast reed hij dat jaar ook in enkele touring car-races in Argentinië in het Turismo Carretera Argentina en het South American Supertouring Championship.
In 1999 had Filiberti oorspronkelijk geen racezitje, maar vanaf het derde raceweekend op het Autodromo di Pergusa mocht hij instappen bij het team Durango Formula in de Italiaanse Formule 3000. Met twee achtste plaatsen op het Misano World Circuit eindigde hij puntloos op de 22e plaats in het kampioenschap. Daarnaast mocht hij dat jaar ook deelnemen aan de race op de Hungaroring in het internationale Formule 3000-kampioenschap bij Durango als vervanger van Wolf Henzler, maar hij wist zich niet voor de race te kwalificeren.
In 2000 ging Filiberti rijden in de sportwagens. In de SR1-klasse van de Sports Racing World Cup stond hij vier keer op het podium en eindigde hij met Giovanni Lavaggi als teamgenoot op de vierde plaats in de eindstand voor diens team GLV Brums. In 2001 keerde Filiberti terug naar de Formule 3000, waarin hij reed voor het F3000 Prost Junior Team. Na vier races, waarin een tiende plaats op de A1 Ring zijn beste resultaat was, werd hij door het team aan de kant gezet ten faveure van de voormalig Formule 1-coureur Stéphane Sarrazin. Hierop keerde hij terug in de Euro Open by Nissan, dat inmiddels de naam had veranderd naar Open Telefónica by Nissan. Bij het team PSN GD Racing was hij vanaf het vierde raceweekend op het Circuit Ricardo Tormo Valencia de vervanger van zijn landgenoot Brian Smith. Met drie zevende plaatsen als beste klasseringen werd hij zestiende in de eindstand met 18 punten, ondanks dat hij voor het laatste raceweekend werd vervangen door Andy Priaulx.
In 2002 reed Filiberti een volledig seizoen in de Open Telefónica by Nissan, dat opnieuw de naam had veranderd naar World Series by Nissan, voor het team Zele Motorsport. Met een vierde plaats op het Circuito Permanente del Jarama als beste resultaat werd hij twaalfde in het kampioenschap met 32 punten, ondanks dat hij twee raceweekenden moest missen.
In 2003 keerde Filiberti terug naar Argentinië om deel te nemen aan de TC 2000. In twee seizoenen in de klasse wist hij echter geen punten te scoren. In 2006 maakte hij de overstap naar de Top Race V6, waarin hij in 2007 één race won op het Autódromo Ciudad de Paraná. Na drie seizoenen nam hij een jaar pauze om in 2010 terug te keren in één race van het hoofdkampioenschap en twee races van het juniorkampioenschap van de klasse. Eveneens reed hij dat jaar in het winterkampioenschap van de klasse en werd hierin derde met één overwinning op het Autódromo José Carlos Pace en twee andere podiumplaatsen. Nadat hij in 2011 in de eerste drie races van de Porsche Supercup voor het SANITEC Aquiles MRS Team reed en hierin een dertiende plaats op Istanbul Park als beste resultaat behaalde, stopte hij met de autosport.